# Djelfa
Djelfa (arabiska: الجلفة) är en stad och kommun i norra Algeriet, belägen cirka 235 kilometer söder om Alger. Staden är huvudort i provinsen med samma namn. Folkmängden i kommunen uppgick till 289 226 invånare vid folkräkningen 2008, varav 265 833 invånare bodde i själva centralorten. I storstadsområdet beräknades folkmängden till cirka 455 000 invånare 2018.